# Lista monumentelor ocrotite de stat din raionul Sîngerei
Lista monumentelor din raionul Sîngerei cuprinde monumentele patrimoniului cultural din raionul Sîngerei înscrise în Registrul monumentelor Republicii Moldova ocrotite de stat.
Registrul monumentelor Republicii Moldova ocrotite de stat a fost aprobat prin Hotărârea Parlamentului nr. 1531-XII împreună cu Legea nr. 1530-XII privind ocrotirea monumentelor RM din 22 iunie 1993. În Monitorul Oficial nr. 1 din 1994 a fost publicată doar Legea, fără a include însă și Registrul, care a fost publicat mult mai târziu, la 2 februarie 2010. A nu se confunda cu Registrul arheologic național sau cel al monumentelor de for public, care sunt liste diferite ce vizează doar anumite compartimente ale patrimoniului cultural, întocmite în baza unor legi separate.
Lista completă este menținută și actualizată periodic de către Ministerul Culturii din Republica Moldova, dar înainte ca modificările să intre în vigoare acestea trebuie să fie aprobate de către Parlament. Această listă este menită să cuprindă și actualizările ulterioare.
| Nr.  | Localizare                                                                      | Denumire | Datare             | Tip   | Însemnătate | Imagine                 | Erori             |
| ---- | ------------------------------------------------------------------------------- | --- | ------------------ | ----- | ----------- | ----------------------- | ----------------- |
| 2280 | Sîngerei 47°38′11″N 28°08′18″E / 47.63633144336°N 28.138405018619°E             | Biserica „Sf. Gheorghe” | 1870               | At    | L           | galerie \| Încarcă foto | Raportează eroare |
| 2281 | Sîngerei 47°38′14″N 28°08′39″E / 47.637166461232°N 28.144134494761°E            | Memorial al gloriei militare la mormântul comun al 26 ostași căzuți în 1944 și în memoria a 156 consăteni căzuți în 1941-1945 | 1983               | Is    | N           | Încarcă foto            | Raportează eroare |
| 2283 | Sîngerei 47°38′05″N 28°08′22″E / 47.634836167703°N 28.139549180935°E            | Monument la mormântul a 41 ostași căzuți în 1941                                                                              |                    | Is    | L           | galerie \| Încarcă foto | Raportează eroare |
| 2294 | Alexăndreni 47°48′35″N 28°05′12″E / 47.809696599742°N 28.086754404991°E         | Monument în memoria a 86 consăteni căzuți în 1941-1945                                                                        | 1974               | Is    | L           | galerie \| Încarcă foto | Raportează eroare |
| 2296 | Bălășești 47°39′34″N 28°21′45″E / 47.659455594913°N 28.362480870804°E           | Biserica „Sf. Nicolae” | 1867               | At    | L           | Încarcă foto            | Raportează eroare |
| 2297 | Bălășești 47°39′37″N 28°21′19″E / 47.660161315789°N 28.355165433822°E           | Monument în memoria a 36 consăteni căzuți în 1941-1945                                                                        |                    | Is    | L           | Încarcă foto            | Raportează eroare |
| 2304 | Bilicenii Noi 47°41′45″N 28°02′15″E / 47.695931627757°N 28.037623579035°E       | Monument în memoria a 40 ostași consăteni căzuți în 1941-1945                                                                 | 1975               | Is    | L           | Încarcă foto            | Raportează eroare |
| 2316 | Bilicenii Vechi 47°39′06″N 28°02′49″E / 47.651535895268°N 28.046858104411°E     | Biserica „Sf. Arhanghel Mihail”                                                                                               | 1901               | At    | L           | galerie \| Încarcă foto | Raportează eroare |
| 2317 | Bilicenii Vechi 47°39′35″N 28°03′01″E / 47.659817975077°N 28.05038827037°E      | Monument la mormântul comun al 9 ostași căzuți în 1944 și în memoria a 124 consăteni căzuți în 1941-1945                      |                    | Is    | L           | galerie \| Încarcă foto | Raportează eroare |
| 2318 | Bilicenii Vechi                                                                 | Mormântul comun al ostașilor căzuți în război                                                                                 | 1944               | Is    | L           | Încarcă foto            | Raportează eroare |
| 2321 | Bobletici 47°27′59″N 28°03′14″E / 47.466500546017°N 28.053831029977°E           | Biserici | sec. XIX           | At    | L           | Încarcă foto            | Raportează eroare |
| 2322 | Bocancea-Schit 47°30′12″N 28°08′15″E / 47.503307978905°N 28.137364394471°E      | Schitul Antoneuca | jum. II a sec. XIX | At    | L           | Încarcă foto            | Raportează eroare |
| 2235 | Bursuceni                                                                       | Biserica de lemn „Sf. Nicolae”                                                                                                | 1869               | At    | N           | Încarcă foto            | Raportează eroare |
| 2342 | Chirileni                                                                       | Monument în memoria a 11 consăteni căzuți în 1941-1945                                                                        | 1970               | Is    | L           | Încarcă foto            | Raportează eroare |
| 2354 | Chișcăreni 47°33′33″N 28°01′18″E / 47.559191806303°N 28.021636730218°E          | Biserica „Sf. Nicolae” | înc. sec. XX       | At    | L           | Încarcă foto            | Raportează eroare |
| 2355 | Chișcăreni                                                                      | Biserica „Adormirea Maicii Domnului”                                                                                          | 1912               | At    | L           | Încarcă foto            | Raportează eroare |
| 2357 | Chișcăreni 47°33′46″N 28°01′28″E / 47.562719231622°N 28.024410221172°E          | Monument la mormântul victimelor fascismului (1941-1945) și a 50 ostași căzuți în 1944                                        | 1954               | Is    | L           | Încarcă foto            | Raportează eroare |
| 2358 | Chișcăreni                                                                      | Mormântul ostașului căzut în 1941                                                                                             |                    | Is    | L           | Încarcă foto            | Raportează eroare |
| 2364 | Ciuciuieni                                                                      | Monument în memoria a 39 consăteni căzuți în 1941-1945                                                                        | 1970               | Is    | L           | Încarcă foto            | Raportează eroare |
| 2371 | Coada Iazului 47°39′32″N 27°59′53″E / 47.658937835926°N 27.997982368773°E       | Monument în memoria a 20 consăteni căzuți în 1941-1945                                                                        | 1985               | Is    | L           | Încarcă foto            | Raportează eroare |
| 2372 | Coada Iazului                                                                   | Mormântul ostașului | 1944               | Is    | L           | Încarcă foto            | Raportează eroare |
| 2376 | Copăceni 47°36′37″N 28°14′19″E / 47.610188106052°N 28.238577281813°E            | Biserica „Sf. Ioan Teologul”                                                                                                  | 1810               | At    | N           | galerie \| Încarcă foto | Raportează eroare |
| 2377 | Copăceni 47°36′49″N 28°13′55″E / 47.613645316776°N 28.231978629242°E            | Monument la mormântul a 36 ostași căzuți în 1944 și în memoria a 109 consăteni căzuți în 1941-1945                            | 1956               | Is    | L           | galerie \| Încarcă foto | Raportează eroare |
| 2385 | Coșcodeni 47°29′02″N 28°03′06″E / 47.483816465284°N 28.051690207661°E           | Biserica „Sf. Arhanghel Mihail”                                                                                               | 1855               | At    | L           | galerie \| Încarcă foto | Raportează eroare |
| 2386 | Flămînzeni 47°29′26″N 28°03′53″E / 47.490421183988°N 28.064775715982°E          | Monument în memoria a 106 consăteni și la mormântul a 71 ostași căzuți în 1941-1945                                           | 1952               | Is    | L           | galerie \| Încarcă foto | Raportează eroare |
| 2390 | Cotiujenii Mici 47°42′11″N 28°18′29″E / 47.702978587847°N 28.308056651195°E     | Monument în memoria a 83 consăteni căzuți în 1941-1945                                                                        | 1974               | Is    | L           | Încarcă foto            | Raportează eroare |
| 2391 | Cotovca 47°51′08″N 27°58′33″E / 47.852087354768°N 27.975719633589°E             | Monument în memoria a 8 consăteni căzuți în 1941-1945                                                                         | 1980               | Is    | L           | Încarcă foto            | Raportează eroare |
| 2394 | Cubolta 47°52′38″N 28°02′14″E / 47.877316767415°N 28.03722861026°E              | Biserica „Sf. Elizabeta” cu poarta-clopotniță                                                                                 | 1865               | At    | N           | galerie \| Încarcă foto | Raportează eroare |
| 2395 | Cubolta 47°52′44″N 28°02′09″E / 47.878943479066°N 28.035718086406°E             | Conacul Leonard cu parc și statui                                                                                             | sec. XIX           | At Ar | N           | galerie \| Încarcă foto | Raportează eroare |
| 2397 | Cubolta 47°52′28″N 28°02′15″E / 47.874338988854°N 28.037377493498°E             | Monument în memoria a 44 consăteni căzuți în 1941-1945                                                                        | 1968               | Is    | N           | galerie \| Încarcă foto | Raportează eroare |
| 2398 | Cubolta 47°52′38″N 28°02′15″E / 47.87721928963°N 28.03747213943°E               | Monument funerar al familiei Leonard. La biserică                                                                             | sf. sec. XIX       | Ar    | N           | galerie \| Încarcă foto | Raportează eroare |
| 2400 | Dobrogea Nouă 47°49′38″N 27°56′33″E / 47.827227076029°N 27.942499680154°E       | Biserica „Adormirea Maicii Domnului”                                                                                          | înc. sec. XIX      | At    | N           | Încarcă foto            | Raportează eroare |
| 2402 | Dobrogea Veche 47°50′30″N 27°56′06″E / 47.841691°N 27.934944°E                  | Biserica de lemn de rit vechi ortodox rus „Adormirea Maicii Domnului”                                                         | sec. XIX           | At    | N           | Încarcă foto            | Raportează eroare |
| 2413 | Drăgănești 47°42′56″N 28°15′01″E / 47.715690630736°N 28.250323672523°E          | Biserica „Sf. Nicolae” | 1882               | At    | L           | Încarcă foto            | Raportează eroare |
| 2414 | Drăgănești                                                                      | Spitalul Zemstvei | 1873               | At    | L           | Încarcă foto            | Raportează eroare |
| 2415 | Drăgănești 47°43′02″N 28°15′03″E / 47.717184888977°N 28.250950776177°E          | Mormânt comun al membrilor comitetului agrar                                                                                  | 1918               | Is    | L           | Încarcă foto            | Raportează eroare |
| 2416 | Drăgănești                                                                      | Monument la mormântul aviatorului căzut în 1944                                                                               |                    | Is    | L           | Încarcă foto            | Raportează eroare |
| 2421 | Dumbrăvița                                                                      | Monument la mormântul a 20 ostași căzuți în 1944 și în memoria a 90 consăteni căzuți în 1941-1945                             | 1972               | Is    | L           | galerie \| Încarcă foto | Raportează eroare |
| 2426 | Elizavetovca 47°46′59″N 28°01′07″E / 47.782998894789°N 28.018511478361°E        | Monument în memoria a 55 consăteni căzuți în 1941-1945                                                                        | 1967               | Is    | L           | Încarcă foto            | Raportează eroare |
| 2438 | Heciul Nou 47°46′24″N 28°03′26″E / 47.773285606146°N 28.057244381589°E          | Biserica „Sf. Nicolae” | 1892               | At    | L           | Încarcă foto            | Raportează eroare |
| 2439 | Heciul Nou 47°46′27″N 28°03′33″E / 47.774078696902°N 28.059176949049°E          | Monument în memoria a 48 consăteni căzuți în 1941-1945                                                                        | 1968               | Is    | L           | Încarcă foto            | Raportează eroare |
| 2441 | Heciul Vechi 47°48′04″N 28°06′09″E / 47.801077314772°N 28.102427092973°E        | Biserica de lemn „Sf. Nicolae”                                                                                                | 1791               | At    | N           | galerie \| Încarcă foto | Raportează eroare |
| 2442 | Heciul Vechi                                                                    | Monument în memoria a 131 consăteni căzuți în 1941-1945                                                                       | 1965               | Is    | L           | Încarcă foto            | Raportează eroare |
| 2444 | Iezărenii Vechi 47°33′58″N 28°05′11″E / 47.565978066032°N 28.086315273587°E     | Monument la mormântul a 3 aviatori și în memoria a 90 consăteni căzuți în 1941-1945                                           | 1980               | Is    | L           | Încarcă foto            | Raportează eroare |
| 2457 | Iezărenii Vechi 47°33′57″N 28°05′12″E / 47.565802467519°N 28.086730247795°E     | Biserică | 1924               | At    | L           | Încarcă foto            | Raportează eroare |
| 2475 | Mihailovca 47°35′38″N 28°15′53″E / 47.593824268249°N 28.264738060708°E          | Monument în memoria a 39 consăteni căzuți în 1941-1945                                                                        | 1977               | Is    | L           | Încarcă foto            | Raportează eroare |
| 2480 | Mîndreștii Noi                                                                  | Mormântul comun al 2 ostași                                                                                                   | 1941               | Is    | L           | Încarcă foto            | Raportează eroare |
| 2496 | Pepeni 47°38′23″N 28°20′47″E / 47.639787784086°N 28.346291662925°E              | Biserica „Sf. Arhanghel Mihail”                                                                                               | sec. XIX           | At    | L           | Încarcă foto            | Raportează eroare |
| 2497 | Pepeni 47°38′23″N 28°20′50″E / 47.639589955587°N 28.347105944777°E              | Monument în memoria a 121 consăteni căzuți în 1941-1945                                                                       | 1970               | Is    | N           | Încarcă foto            | Raportează eroare |
| 2509 | Prepelița 47°35′07″N 28°20′56″E / 47.585299691023°N 28.348821490793°E           | Biserica „Sf. Nicolae” | sec. XIX           | At    | L           | Încarcă foto            | Raportează eroare |
| 2510 | Prepelița 47°35′03″N 28°20′27″E / 47.584095461962°N 28.340853856804°E           | Monument în memoria a 54 consăteni căzuți în 1941-1945                                                                        | 1973               | Is    | L           | galerie \| Încarcă foto | Raportează eroare |
| 2520 | Rădoaia 47°43′38″N 28°09′15″E / 47.727174011887°N 28.154074488932°E             | Biserica „Înălțarea Domnului”                                                                                                 | 1885               | At    | L           | Încarcă foto            | Raportează eroare |
| 2521 | Rădoaia                                                                         | Casa lui C. Clipca | înc. sec. XX       | At    | L           | Încarcă foto            | Raportează eroare |
| 2522 | Rădoaia 47°43′42″N 28°09′38″E / 47.728351385414°N 28.160689017882°E             | Monument la mormântul a 2 ostași căzuți în 1944 și în memoria a 79 consăteni căzuți în 1941-1945                              |                    | Is    | L           | Încarcă foto            | Raportează eroare |
| 2523 | Rădoaia                                                                         | Mormântul aviatorului | 1941               | Is    | L           | Încarcă foto            | Raportează eroare |
| 2529 | Răzălăi 47°38′35″N 28°21′46″E / 47.642971301307°N 28.362697621901°E             | Conac | jum. II a sec. XIX | At    | N           | galerie \| Încarcă foto | Raportează eroare |
| 2530 | Răzălăi                                                                         | Monument în memoria a 17 consăteni căzuți în 1941-1945                                                                        | 1986               | Is    | L           | Încarcă foto            | Raportează eroare |
| 2539 | Sacarovca                                                                       | Monument în memoria a 14 consăteni căzuți în 1941-1945                                                                        | 1970               | Is    | L           | Încarcă foto            | Raportează eroare |
| 2544 | Sîngereii Noi 47°43′14″N 28°05′17″E / 47.720610613956°N 28.088093320688°E       | Monument în memoria a 36 consăteni căzuți în 1941-1945                                                                        | 1970               | Is    | L           | galerie \| Încarcă foto | Raportează eroare |
| 2547 | Sloveanca 47°39′27″N 28°22′48″E / 47.657532374619°N 28.379955164039°E           | Conacul cu parc al lui Dombas                                                                                                 | jum. II a sec. XIX | At    | N           | Încarcă foto            | Raportează eroare |
| 2548 | Sloveanca 47°39′25″N 28°22′50″E / 47.657020600293°N 28.380456838136°E           | Monument în memoria a 21 consăteni căzuți în 1941-1945                                                                        | 1974               | Is    | L           | Încarcă foto            | Raportează eroare |
| 2550 | Slobozia-Chișcăreni 47°34′07″N 28°00′00″E / 47.568560711394°N 27.999874365824°E | Biserica „Sf. Treime” | înc. sec. XX       | At    | L           | Încarcă foto            | Raportează eroare |
| 2559 | Tăura Veche 47°32′15″N 27°57′03″E / 47.537460029029°N 27.950823138336°E         | Monument în memoria a 50 consăteni căzuți în 1941-1945                                                                        | 1985               | Is    | L           | Încarcă foto            | Raportează eroare |
| 2562 | Țambula 47°41′51″N 27°55′14″E / 47.697465881787°N 27.920436825181°E             | Monument în memoria a 26 consăteni căzuți în 1941-1945                                                                        | 1975               | Is    | L           | Încarcă foto            | Raportează eroare |
| 2570 | Țiplești                                                                        | Monument în memoria consătenilor căzuți în 1941-1945                                                                          |                    | Is    | L           | Încarcă foto            | Raportează eroare |
| 2573 | Țipletești 47°49′05″N 28°07′14″E / 47.818034664779°N 28.120442086345°E          | Biserica „Adormirea Maicii Domnului”                                                                                          | 1920-1930          | At    | N           | galerie \| Încarcă foto | Raportează eroare |